# Камень Иакова
Ка́мень Иа́кова (Камень Судьбы) — камень, который Иаков использовал как подушку, когда спал и видел Лестницу в Небо. 
C древних времен был обязательным атрибутом коронации всех шотландских монархов. На нем проводились инаугурации еще до того момента, когда шотландцы и пикты объединились в одно королевство под властью Кеннета I.

И встал Иаков рано утром, и взял камень, который он положил себе изголовьем, и поставил его памятником, и возлил елей на верх его
— Быт. 28:18-19
Некоторые шотландские легенды ставят знак равенства между камнем Иакова и историческим артефактом — Скунским камнем, приписывая библейскому пророку Иеремии перевозку камня Иакова в Ирландию, откуда он якобы попал в Шотландию. В Средние века Скунский камень использовался для коронации шотландских королей, а с 1308 по 1996 годы находился под королевским троном в Вестминстерском аббатстве.